# Кристофер, Джордж
Джордж Кри́стофер (англ. George Christopher, настоящая фамилия Христофи́лис (греч. Χριστοφίλης, англ. Christopheles); 8 декабря 1907, Аркадия, Пелопоннес, Греция — 14 сентября 2000, Сан-Франциско, Калифорния, США) — американский политик-республиканец, 34-й мэр Сан-Франциско, а также бизнесмен и филантроп, миллионер. Первый мэр Сан-Франциско греческого происхождения (вторым был Арт Агнос). После ухода Кристофера с поста мэра эту должность непрерывно занимают представители Демократической партии. Журнал «Fortune» называл Сан-Франциско «одним из самых хорошо управляемых городов в Соединённых Штатах» в период двух мэрских сроков Кристофера. Был членом Американо-греческого прогрессивного просветительского союза (AHEPA), с которого началось его участие в жизни греческой общины США в гражданской и деловой сферах, что впоследствии обеспечило ему прочную поддержку как политику со стороны земляков. Являлся членом Ордена святого апостола Андрея (архонтом Великим Протонотариосом Вселенского Патриархата).
Состоя первоначально в Демократической партии, в 1945 году впервые избранный в Совет супервайзеров Сан-Франциско, перешёл в ряды Республиканской партии. Был либеральным республиканцем.
Будучи мэром, принимал в Сан-Франциско главу правительства СССР Никиту Хрущёва и президента Франции Шарля де Голля.
В 1994 году на денежные пожертвования Кристофера при греческой православной церкви Святой Троицы в Сан-Франциско был открыт многофункциональный (в том числе спортивный) «Центр Джорджа и Тулы Кристоферов».

## Биография

### Ранние годы, образование и семья
Родился 8 декабря 1907 года в деревне в Аркадии (Пелопоннес, Греция) в бедной семье Джеймса Христофилиса и Мэри Кинис. У Джорджа было три сестры.
В 1895 году Джеймс Христофилис отправился в США, но вскоре вернулся обратно в Аркадию, чтобы жениться.
В 1910 году вся семья окончательно иммигрировала в Соединённые Штаты, приехав сначала на остров Эллис, а потом поселившись в Сан-Франциско к югу от Маркет-стрит в нейборхуде, который тогда был известен под названием «Гриктаун» (греческий город).
Джеймс Христофилис начал работать в «Chicago Café» на 3-й улице, принадлежавшем Теодору П. Керхуласу и Константину Гетасу, где он освоил ресторанное дело, а некоторое время спустя открыл собственную небольшую закусочную «Reception Café» на этой же улице.
В 1921 году, по окончании начальной школы имени Линкольна, Джордж начал посещать среднюю школу имени Галилео (сегодня Академия наук и технологий имени Галилео), но уже после первого года вынужден был оставить учёбу, так как его отец заболел туберкулёзом и вскоре умер.
В возрасте 14 лет, чтобы прокормить семью, подросток начал трудиться. Поначалу продавал газеты и журналы, а позже стал работать рассыльным в газетах «The San Francisco Examiner» по утрам и «Bulletin» после обеда. Когда дневная работа заканчивалась, посещал вечернюю среднюю школу имени Гумбольдта и Голден-Гейтский колледж (сегодня Голден-Гейтский университет), где изучал бухгалтерский учёт.
В 1930 году получил гражданство США и изменил свою фамилию с Христофилис на Кристофер, а также окончил колледж со степенью бакалавра наук в области бухгалтерского учёта, после чего работал в многочисленных небольших фирмах.
В 1937 году занялся бизнесом. Имея собственное бухгалтерское дело, Кристофер выкупил у одного из своих клиентов небольшое молочное хозяйство на Филлмор-стрит, которое в итоге назвал «Christopher Dairy Farms» и превратил в многомиллионный бизнес.
В 1940-х годах у предпринимателя начались неприятности в связи с тем, что он был признан виновным в нарушении закона штата о запрете картелей в молочном бизнесе. Этот инцидент преследовал Кристофера на протяжении всей политической карьеры и неоднократно был использован против него.

### Карьера
С 1945 года начинается политическая карьера Кристофера. В этом году он без особых препятствий был избран членом Совета супервайзеров Сан-Франциско.
В 1949 году избран президентом Совета супервайзеров Сан-Франциско, набрав самое большое число голосов (170 756), которое когда-либо было отданно за одного супервайзера.
В 1951 году впервые баллотировался на пост мэра Сан-Франциско, но уступил действовавшему главе города Элмеру Робинсону, опередившему его на менее чем 3 000 голосов. После этого Кристофер инициировал внесение поправки в Устав, ограничивающей срок пребывания на посту мэра до двух сроков. Поправка была принята в 1952 году.
В 1956 году стал мэром Сан-Франциско, набрав подавляющее большинство голосов, что, как тогда говорили, произошло благодаря тому, что греческая община стала поститься с целью помочь своему земляку одержать победу: свои деньги они направили в поддержку избирательной кампании Кристофера. В августе этого же года выступил в качестве организатора Национального съезда Республиканской партии, проходившего в «Кау-пэласе» (Дейли-Сити), и на котором на второй срок президентства была выдвинута кандидатура Дуайта Д. Эйзенхауэра, в итоге одержавшего победу на прошедших 6 ноября выборах.

#### Мэр Сан-Франциско
На момент вступления Кристофера в должность мэра перепланировка старых районов и перестройка города в целом застопорилась. Благодаря его активной деятельности город пережил один из крупнейших строительных бумов.
В 1958 году сыграл важную роль в релокации профессионального бейсбольного клуба «Нью-Йорк Джайентс» в Сан-Франциско, который с тех пор носит название «Сан-Франциско Джайентс», а также в изыскании финансовых средств для строительства стадиона «Кэндлстик-парк» на заброшенных землях в Кэндлстик-Пойнте, который был открыт для «Джайентс» в 1960 году при председательстве Кристофера.
Заслугой Кристофера является расширение Финансового квартала и Международного аэропорта Сан-Франциско, строительство 12 новых школ, 17 пожарных частей, 6 общественных плавательных бассейнов, подземных гаражей, Японского центра и многое другое. Кроме того, он лоббировал и добился открытия на средства из городской казны центров психического здоровья и лечения алкоголизма, а также под личным контролем провёл санацию основной части городских и частных территорий, находившихся в состоянии трущоб.
В 1958 году выдвигал свою кандидатуру на выборах в Сенат США.
Кристофер был известен своей твёрдой позицией по гражданским правам, на формирование которой значительное влияние оказал его детский опыт, когда он испытывал антигреческие настроения в обществе. В газетных заголовках по всему миру появилось его имя после того, как он предложил пожить у себя дома чёрному бейсболисту Уилли Мейсу, которому, как стало широко известно, риелторские агентства недвижимости отказывали в покупке жилья. Также выступал в защиту геев, которых не оставляли в покое городские полицейские. По словам Арта Агноса, будущего второго мэра Сан-Франциско греческого происхождения, Кристофер вовсе не был либералом, но он однако решительно выступал в поддержку гражданских прав. Подписал указ о справедливой занятости, запрещавший дискриминацию в отношении рабочих со стороны работодателей и профсоюзов.
В 1959 году переизбран на второй мэрский срок. Расс Уолден, выступивший соперником Кристофера на выборах, заявил, что мэр и начальник Департамента полиции Сан-Франциско Томас Кэхилл, которого Кристофер назначил на эту должность в 1958 году, превратили город в «национальную штаб-квартиру организованных гомосексуалов Соединённых Штатов». Этот инцидент привёл к краху кампании Уолдена.
Одним из самых заметных событий в карьере Кристофера, которое привлекло к нему государственное и международное внимание, был тёплый приём в Сан-Франциско совершавшего в сентябре 1959 года визит в США председателя Совета Министров СССР Н. С. Хрущёва. Глава Советского Союза прибыл в Сан-Франциско в плохом расположении духа, так как до этого ему отказали в посещении «Диснейленда», куда он очень хотел попасть. Кристоферу удалось поднять настроение Хрущёва, когда он стал настаивать на том, что хотел бы встретиться с настоящим «боссом» Советского Союза, супругой Никиты Сергеевича, Ниной Хрущёвой: пока мужчины управляют миром, объяснил Кристофер, женщины управляют мужчинами. Кристофер, подружившийся с Хрущёвым, получил приглашение посетить Московский Кремль в качестве почётного гостя. Ранее Хрущёв встречался с президентом киностудии «20th Century Fox» Спиросом Скурасом во время поездки в Лос-Анджелес. Это было первое посещение США лидером СССР.
В 1962 году выдвигал свою кандидатуру на пост вице-губернатора Калифорнии, когда бывший вице-президент США Ричард Никсон баллотировался в губернаторы этого штата, в результате потерпев поражение.
В 1963 году Кристофер в очередной раз привлёк к себе внимание. В этом году был снесён исторический дворец кино «Fox Theatre» на Маркет-стрит, построенный ещё в 1929 году. С момента окончания Второй мировой войны «Fox» столкнулся с проблемой спада посещаемости/выручки, которая ещё более усугубилась к концу 1950-х годов с развитием и ростом популярности телевидения. Владельцы кинотеатра предложили здание к продаже городу за 1 050 000 долларов, однако благодаря мэру Кристоферу это предложение было отклонено. 16 февраля 1963 года, после финального благотворительного концерта с участием голливудских актёров, включая Джейн Расселл, «Fox» был закрыт, а в июле здание снесли.
После завершения второго мэрского срока занимал различные посты на государственном и международном уровнях, в том числе должность консультанта в министерстве торговли США и замещающего делегата в Организации Объединённых Наций (1981).
В 1966 году в праймериз Республиканской партии по избранию номинанта на выборы губернатора Калифорнии уступил Рональду Рейгану, в итоге занявшему этот пост. В ходе этой кампании велись постоянные разговоры о нарушенном Кристофером ещё в 1940-х годах законе о запрете картелей. Особенно активно его очернением занимался действовавший на тот момент губернатор-республиканец Пэт Браун, что, по словам Гэвина Ньюсома, 49-го вице-губернатора Калифорнии, во многом повлияло на то, что впоследствии Рональд Рейган стал президентом США. В этом же году оставил политику, посвятив себя предпринимательской деятельности, которую завершил в 1970 году, продав свою компанию «Christopher Dairy».
В 1971 году Кристофер, у которого сложились дружеские отношения с Хрущёвым, и который ранее посещал Москву, выразил глубокое сожаление в связи с тем, что не смог присутствовать на похоронах бывшего главы СССР.

### Последние годы жизни
Практически до самой смерти участвовал в жизни города, оставаясь старожилом греческой общины. Часто посещал греческие рестораны, где его излюбленным напитком был двойной виски.
В последние годы жизни, с постепенным ухудшением здоровья, Кристофера возил по городу Гарри Орбелян (1920—2007), крупный предприниматель армянского происхождения, президент Международного торгового совета Сан-Франциско.
Орбелян, бывший советский офицер, был глубоко признателен Кристоферу за оказанную в своё время услугу. Его отца казнили во время сталинских «чисток» в 1938 году, а мать несколько лет провела в советской тюрьме. Используя своё знакомство с Никитой Хрущёвым, Кристоферу удалось уговорить последнего освободить мать Орбеляна, чтобы она смогла навестить своих внуков в США, лично заверив первого секретаря ЦК КПСС в том, что пожилая женщина обязательно вернётся в Советский Союз.
Умер 14 сентября 2000 года в Сан-Франциско от инсульта на 92 году жизни.

## Личная жизнь
С 1936 года был женат на Туле Сарандитис, дочери пекаря, бухгалтерию которого он вёл. Супруга Кристофера скончалась в 1990 году от осложнений после инсульта в возрасте 77 лет. Пара не имела детей.
Имел сестёр Беатрис Тентес, Элен Кристофер и Этель Дэвис.